# Pine Jam
Pine Jam Co., Ltd. (jap. 株式会社パインジャム Kabushikigaisha Pain Jamu) – japońskie studio animacji z siedzibą w tokijskiej dzielnicy Suginami, założone 3 lipca 2015 roku.

## Produkcje

### Seriale telewizyjne
| Tytuł                            | Reżyser(zy)       | Początek pierwszej emisji | Koniec pierwszej emisji | Liczba odcinków | Uwagi                                                           | Przypisy    |
| -------------------------------- | ----------------- | ------------------------- | ----------------------- | --------------- | --------------------------------------------------------------- | ----------- |
| Mahō shōjo nante nō ii desu kara | Kazuhiro Yoneda   | 12 stycznia 2016          | 21 grudnia 2016         | 24              | Na podstawie mangi autorstwa Sui Futami.                        | [ 2 ] [ 3 ] |
| Gamers!                          | Manabu Okamoto    | 13 lipca 2017             | 28 września 2017        | 12              | Na podstawie light novel autorstwa Sekiny Aoi.                  | [ 4 ]       |
| Just Because!                    | Atsushi Kobayashi | 5 października 2017       | 28 grudnia 2017         | 12              | Własna twórczość.                                               | [ 5 ]       |
| Gleipnir                         | Kazuhiro Yoneda   | 5 kwietnia 2020           | 28 czerwca 2020         | 13              | Na podstawie mangi autorstwa Suna Takedy.                       | [ 6 ]       |
| Kageki shōjo!!                   | Kazuhiro Yoneda   | 4 lipca 2021              | 26 września 2021        | 13              | Na podstawie mangi autorstwa Kumiko Saiki.                      | [ 7 ]       |
| Do It Yourself!!                 | Kazuhiro Yoneda   | 6 października 2022       | 22 grudnia 2022         | 12              | Własna twórczość.                                               | [ 8 ]       |
| Kubo-san wa Mob wo yurusanai     | Kazuomi Koga      | 10 stycznia 2023          | 20 czerwca 2023         | 12              | Na podstawie mangi autorstwa Nene Yukimori.                     | [ 9 ]       |
| Paradox Live the Animation       | Naoya Ando        | październik 2023          | w produkcji             | nieznana        | Na podstawie franczyzy stworzonej przez Avex Pictures i GCREST. | [ 10 ]      |

### OVA
| Tytuł               | Reżyser(zy)     | Data premiery                       | Liczba odcinków | Uwagi                                 | Przypisy |
| ------------------- | --------------- | ----------------------------------- | --------------- | ------------------------------------- | -------- |
| Getsuyōbi no tawawa | Kōsuke Murayama | 29 grudnia 2016                     | 2               | Sequel Getsuyōbi no tawawa.           | [ 11 ]   |
| Hōzuki no reitetsu  | Kazuhiro Yoneda | 20 września 2019 – 21 sierpnia 2020 | 3               | Historia poboczna Hōzuki no reitetsu. | [ 12 ]   |

### ONA
| Tytuł               | Reżyser(zy)     | Początek pierwszej emisji | Koniec pierwszej emisji | Liczba odcinków | Uwagi                                               | Przypisy |
| ------------------- | --------------- | ------------------------- | ----------------------- | --------------- | --------------------------------------------------- | -------- |
| Getsuyōbi no tawawa | Kōsuke Murayama | 10 października 2016      | 26 grudnia 2016         | 12              | Na podstawie ilustracji autorstwa Kisekiego Himury. | [ 13 ]   |